# ألفونس دس رايموند
ألفونس دس رايموند هو سياسي كندي، ولد في 26 يوليو 1884 في كندا، وتوفي في 6 يونيو 1958 في مونتريال في كندا. حزبياً، نشط في الإتحاد الوطني.